# Люфенгозавр
Люфенгозавр (Lufengosaurus) — ящеротазовий динозавр родини Massospondylidae, що існував у ранній юрі, 190 млн років тому.

## Історія
Викопні скам'янілості скелета з черепом (зразок IVPP V15) були знайдені в 1938 році, недалеко від міста Люфенг, провінції Юньнань, Китай. Скам'янілі кістки описав китайський палеонтолог Янь Чжунцзянь в 1941 році як Lufengosaurus huenei. У наступні роки було знайдено близько 30 зразків, що належать дорослим і неповнолітнім особам. У 1947 році Янь описав і другий вид — Lufengosaurus magnus.
У 1981 році Майкл Купер припустив, що люфенгозавр і Yunnanosaurus належать до південноафриканського роду массоспонділ. Проте, дослідження 2005 року Пола Барретта і його колег встановило, що це окремий рід.

## Назва
Назва роду Lufengosaurus означає «ящер з Люфенга», дана на честь міста, поруч з яким знайдені перші рештки динозавра. Вид Lufengosaurus huenei названий на честь німецького палеонтолога Фрідріха фон Гюне. Видова назва виду Lufengosaurus magnus означає «великий».

## Опис
У середньому люфенгозавр сягав 6 м завдовжки. Lufengosaurus magnus був більшим — до 9 м завдовжки та важив 1,7 т. Передні кінцівки були набагато коротше задніх, що припускає те, що певну частину часу він міг проводити на двох ногах. Череп сягав 25 см.